# Berthold Kohler
Berthold Kohler (* 29. Dezember 1961 in Marktredwitz) ist ein deutscher Journalist und seit 1999 einer der vier Herausgeber der Frankfurter Allgemeinen Zeitung.

## Leben
Kohler wuchs auf einem Bauernhof im Fichtelgebirge auf. Nach dem Studium der Politikwissenschaft an der Universität Bamberg und der London School of Economics trat er 1989 als Volontär in die politische Redaktion der Frankfurter Allgemeinen Zeitung ein. Er wurde nach dem Fall des Eisernen Vorhangs 
Anfang der 1990er Jahre als Korrespondent nach Prag und später nach Wien entsandt. Von dort berichtete er über mittel- und südosteuropäische Länder. Kohler war Teilnehmer an den Münchner Sicherheitskonferenzen 2009 und 2010. 
In der FAZ schreibt er die Kolumne Fraktur.
Kohler gilt als Vertreter konservativer Positionen. In der Flüchtlingskrise in Deutschland ab 2015 übte Kohler in der Frankfurter Allgemeinen Zeitung mehrfach scharfe Kritik an der Politik der Bundeskanzlerin Angela Merkel. Nach der Abstimmung vom 29. Januar 2025 im Deutschen Bundestag, als die Unions-Fraktion unter Führung von Friedrich Merz kurz vor der Bundestagswahl 2025 eine migrationspolitische Resolution gemeinsam mit AfD und FDP verabschiedet hatte, forderte Kohler, die Union müsse auf Merz-Kurs bleiben und dürfe sich von der Kritik an ihrer Annäherung an die AfD, die unter anderem die frühere Kanzlerin Merkel geäußert hatte, hierbei spielte er  in einem Kommentar mit „Merkels Dolchstoß“ auf die Dolchstoßlegende an, nicht beirren lassen.